# Kepler-37b
Kepler-37b és un exoplaneta que orbita l'estrella Kepler-37 en la constel·lació de Lira. A la data és l'exoplaneta més petit mai descobert, amb una massa i radi lleugerament major que la Lluna.

## Descobriment
Kepler-37b, en conjunt amb altres dos planetes, Kepler-37c i Kepler-37d, van ser descoberts pel telescopi espacial Kepler, el qual observa els trànsits estel·lars. Amb l'objectiu de conèixer la grandària correcta del planeta, els astrònoms es van veure en l'obligació de comparar la seva grandària amb el del seu estel, utilitzant ones de so. Aquest procés és anomenat astrosismologia, i Kepler-37 és l'estrella més petita en ser estudiada amb aquest procés. Aquests estudis han pogut determinar la grandària del planeta amb "extrema precisió". A la data, és el planeta més petit a ser descobert fora del sistema solar. El descobriment d'un planeta com Kepler-37b suggereix que aquests planetes són comuns.

## Propietats
El planeta es troba a aproximadament 215 anys llum de la Terra. És lleugerament més gran que la Lluna, amb un diàmetre de 3865 quilòmetres. La NASA afirma que hi ha una gran possibilitat que el planeta no tingui atmosfera i, per tant, no pugui contenir vida. El planeta està compost gairebé íntegrament per materials rocosos. En tractar-se del planeta més proper al seu estel Kepler-37b té una òrbita de 13 dies, i a causa d'aquesta proximitat la temperatura mitjana s'estima al voltant de 426 Cº.